# Christoph Leuchter

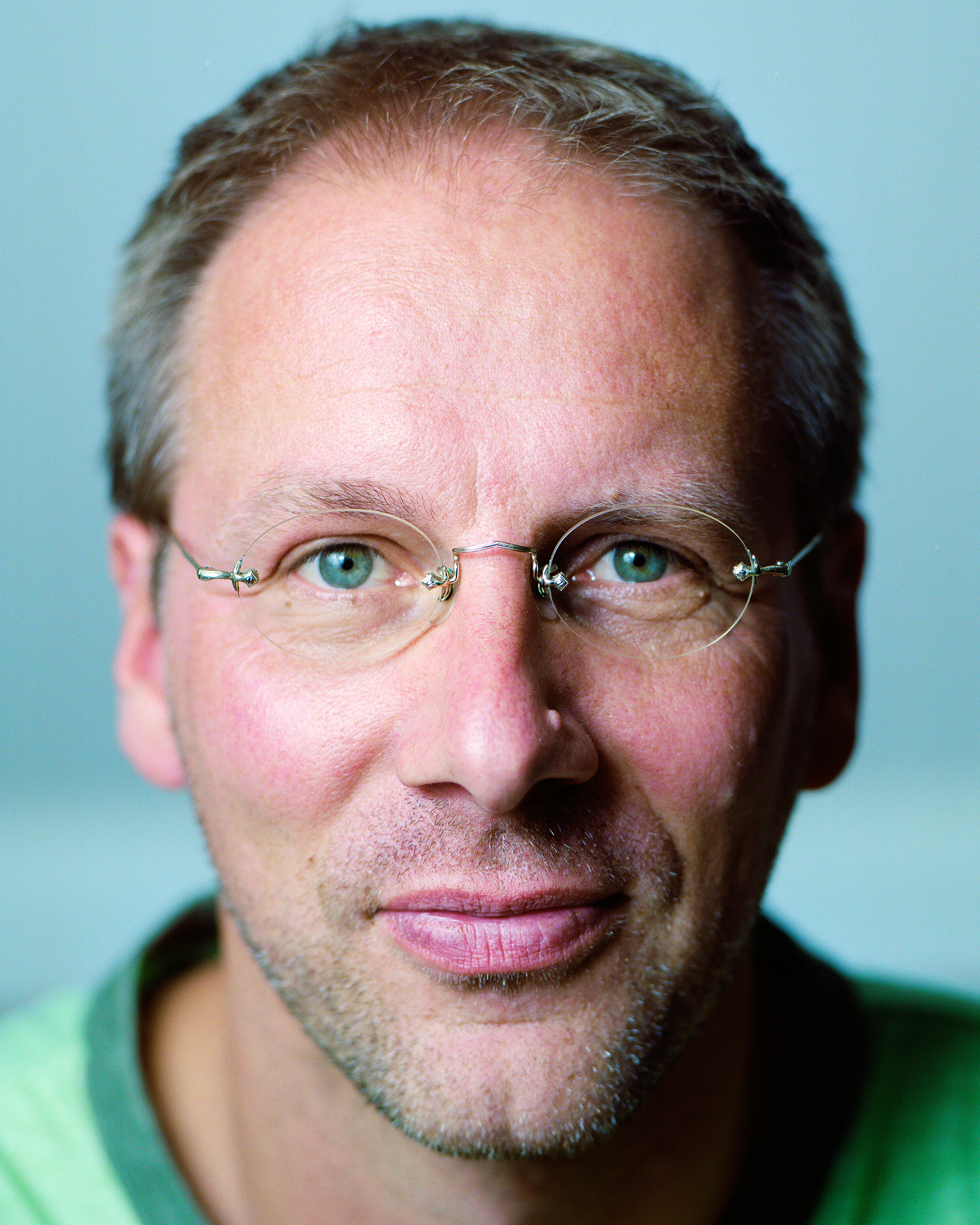
Christoph Leuchter

Christoph Leuchter (* 1968) ist ein deutscher Schriftsteller, Musiker und Hochschuldozent.

## Leben
Nach dem Abitur im Jahr 1987 studierte Christoph Leuchter zunächst Klavier und Musikwissenschaft in Köln, danach von 1989 bis 1992 an der Universität Bonn und von 1992 bis 1996 an der RWTH Aachen die Fächer Germanistik und Geschichte. Seine Magisterarbeit schrieb er über Max Frisch mit dem Thema: Das Spiel mit dem Spiel. Untersuchungen zu Max Frischs Biografie.
Leuchter unterrichtete von 1996 bis 2004 „Ältere deutsche Literatur“ am Germanistischen Institut der RWTH Aachen. 2003 wurde er dort mit der Dissertation Dichten im Uneigentlichen. Zur Metaphorik und Poetik Heinrichs von Morungen zum mittelhochdeutschen Minnesang promoviert.
Nach einem Volontariat von 2000 bis 2001 im Lektorat des Siedler Verlags, Berlin, arbeitete Christoph Leuchter als freier Lektor und Texter. 2002 gründete er den Neuen Chor Würselen, mit dem er zahlreiche Konzerte absolvierte und vier CDs produzierte. Bis heute ist er dessen musikalischer Leiter. Von 2002 bis 2016 arbeitete er als Kirchenmusiker für die Pfarre St. Hermann-Josef in Stolberg (Rhld.). Im Jahr 2012 gründete Christoph Leuchter das Zentrum für Kreatives Schreiben an der RWTH Aachen, das 2016 als RWTH-Schreibzentrum institutionalisiert wurde.
In den Jahren 2012 und 2013 erschienen die beiden Romane Letzter Akt und Amelies Abschiede – eine Lügengeschichte im Steidl Verlag, Göttingen. 2010 veröffentlichte Christoph Leuchter das Musikalbum Wo du bist mit 13 Songs/Chansons, 2019 das Album Schritte mit 14 Miniaturen für Klarinette, Cello, Klavier und Bass. Für seine Arbeiten erhielt er unter anderem die Stipendien des Literarischen Colloquiums Berlin, des Ministeriums für Kultur und Wissenschaft NRW und der Kunststiftung NRW. Christoph Leuchter leitet das Schreibzentrum der RWTH Aachen. Dort unterrichtet er vor allem Kreatives Schreiben, Journalismus und PR & Kommunikation.

## Veröffentlichungen (Auswahl)
- Schritte | Steps. 14 Miniaturen für Klavier, Klarinette, Cello und Bass: ncw-records 2019.[9][10]
- Amelies Abschiede. Eine Lügengeschichte, Roman, Göttingen: Steidl 2013.[5]
- Letzter Akt, Roman, Göttingen: Steidl 2012.[4]
- Lieber Fragen als einfache Antworten. Schon zu Lebzeiten ein Klassiker: Max Frisch, in: Aachener Zeitung/Aachener Nachrichten, 7. Mai 2011.[11]
- Wo du bist. 13 Songs: ncw records 2010.[9]
- Liebe und Tod im Hohen Venn. Das „Kreuz der Verlobten“ und das Drama von Marie Solheid und François Reiff im Jahr 1871. Spurensuche im eisigen Novemberwind, in: Aachener Zeitung/Aachener Nachrichten (Magazin), 14. November 2009.
- Dichten im Uneigentlichen. Zur Metaphorik und Poetik Heinrichs von Morungen, Frankfurt am Main: Lang 2003.
- Mit vereisten Augen, in: Sprache im technischen Zeitalter 160 (2001), S. 429–434.

## Auszeichnungen / Stipendien
- Stipendium des Ministeriums für Kultur und Wissenschaft NRW 2017
- Stipendium der Kunststiftung NRW 2015
- Stipendium des Landes NRW 2012
- Finale Nominierung Klaus-Michael-Kühne-Preis / HarbourFront Hamburg 2012
- Stipendium des Berliner Senats 2002
- Stipendium des Landes NRW 2002
- Stipendium des Literarischen Colloquiums Berlin / Prosawerkstatt 2001